# Carl David Mäckel
Carl David Mäckel (* 7. August 1844 in Frielendorf (Schwalm-Eder-Kreis); † 12. August 1911 ebenda) war ein deutscher Kommunalpolitiker und Abgeordneter des Kurhessischen Kommunallandtages des Regierungsbezirks Kassel.

## Leben
Carl David Mäckel wurde als Sohn des Kaufmanns Johann Heinrich Mäckel und dessen Gemahlin Marie Glänzer geboren. Er war Bürgermeister seines Heimatortes, als er 1883 ein Mandat für den Kurhessischen Kommunallandtag des Regierungsbezirks Kassel erhielt. Er blieb bis zum Jahre 1885 in dem Parlament.